# Cárdenas, Cuba
Cárdenas (Calle Calzada Cárdenas) là một đô thị và thành phố ở tỉnh Matanzas của Cuba, cự ly khoảng 175 km (75 mi) về phía đông La Habana.
Thành phố này có đường phố phần lớn chật hẹp, có nhiều quảng trường, trong đó quảng trường Colón với bức tượng đồng của Columbus được nữ vương Isabel II. tặng và được dựng năm 1862.
Đô thị này được chia thành các phường (barrio) Cantel, Fundición, Guásimas, Marina, Méndez Capote, Pueblo Nuevo and Versalles.
Cárdenas được lập năm 1828, năm 1861 có 12.910 dân. Tuyến đường ray được hoàn thành năm 1841 đã khiến khu vực này phát triển hơn.
Cárdenas là quê hương của Elián González, một đứa trẻ được sử dụng trong cuộc xung đột chính trị giữa Cuba và Hoa Kỳ.

## Thông tin nhân khẩu
Năm 2007, đô thị Cárdenas có dân số 103.087 người. Diện tích là 566 km² (218,5 mi²), với mật độ dân số là 182,1người/km² (471,6người/sq mi). Cardenas experiences a population growth of 0.24%/year.